# 평양개성고속도로
평양개성고속도로(平壤開城高速道路)는 총연장 170km, 노폭 24ｍ의 4차선의 도로로 개성평양고속도로라고도 한다. 평양시 락랑구역에서 시작하여 사리원시를 가로질러 개성특별시의 판문점 서쪽 3.5km 지점에까지 이르는 고속도로이며, 1987년 12월 착공하여 김일성(金日成)의 80회 생일인 1992년 4월 15일에 맞춰 완공된 고속도로다.
평양·개성고속도로는 거의 직선화되어 있다. 이 고속도로 건설공사에는 군병력 5천∼1만여 명이 상시 동원되었다고 한다.
주요 시설로는 톨게이트 12개소, 터널 18개소, 교량 84개 등이 있으며, 최대 경사로가 4도 미만인 완만한 도로로서, 제한속도는 110km이다.

## 사진

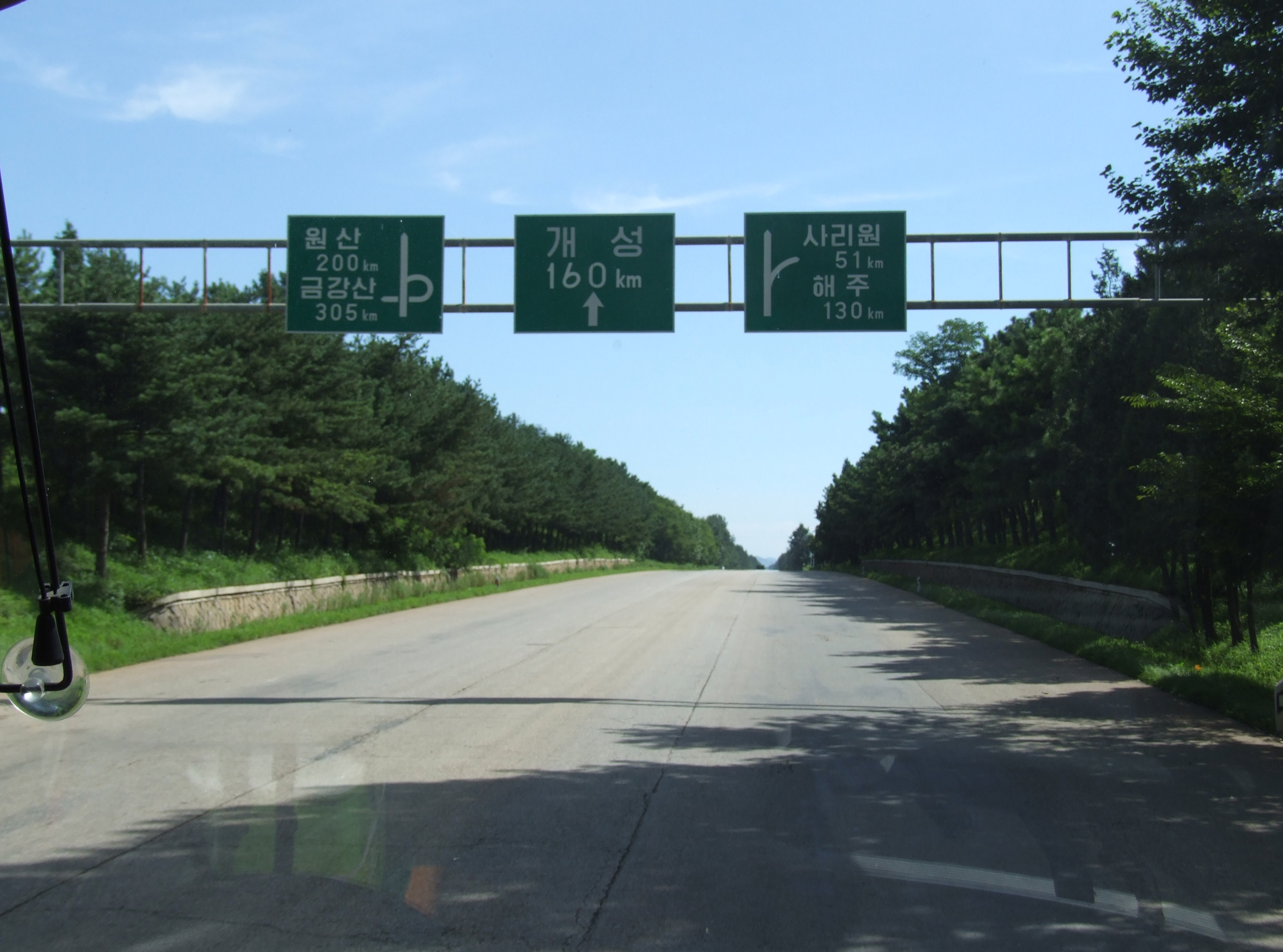
개성 방면 표지판
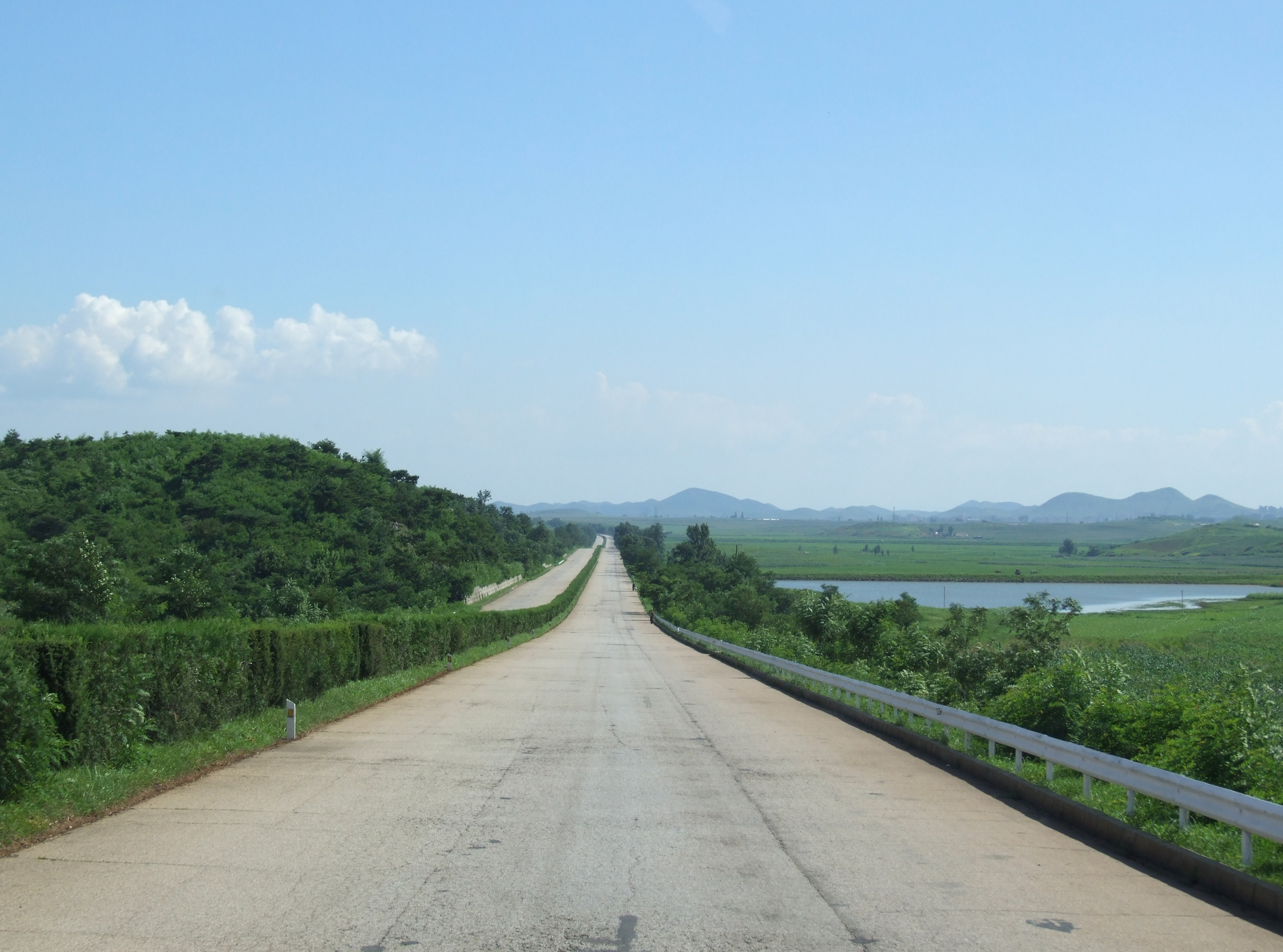
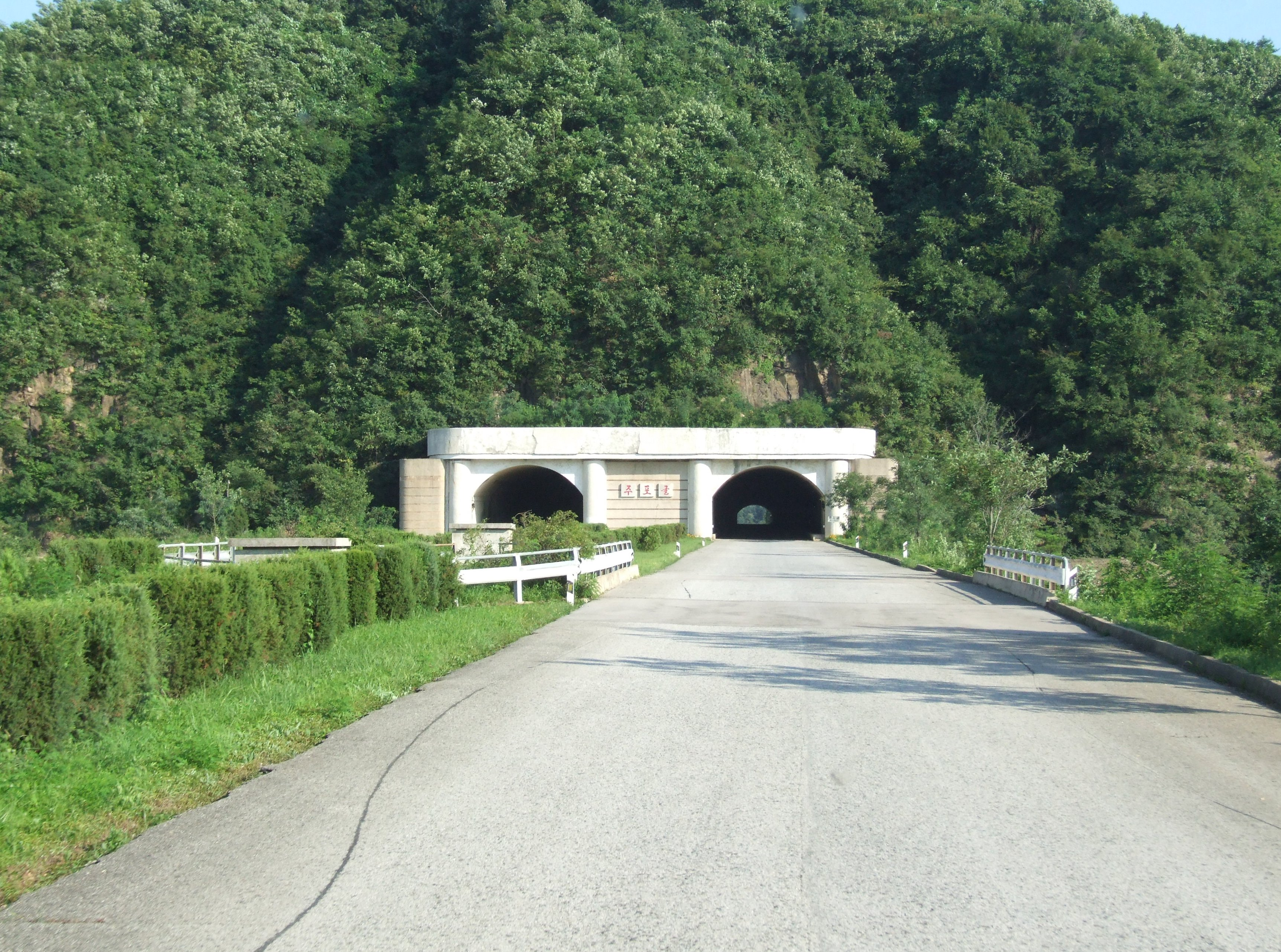
터널(주포굴)
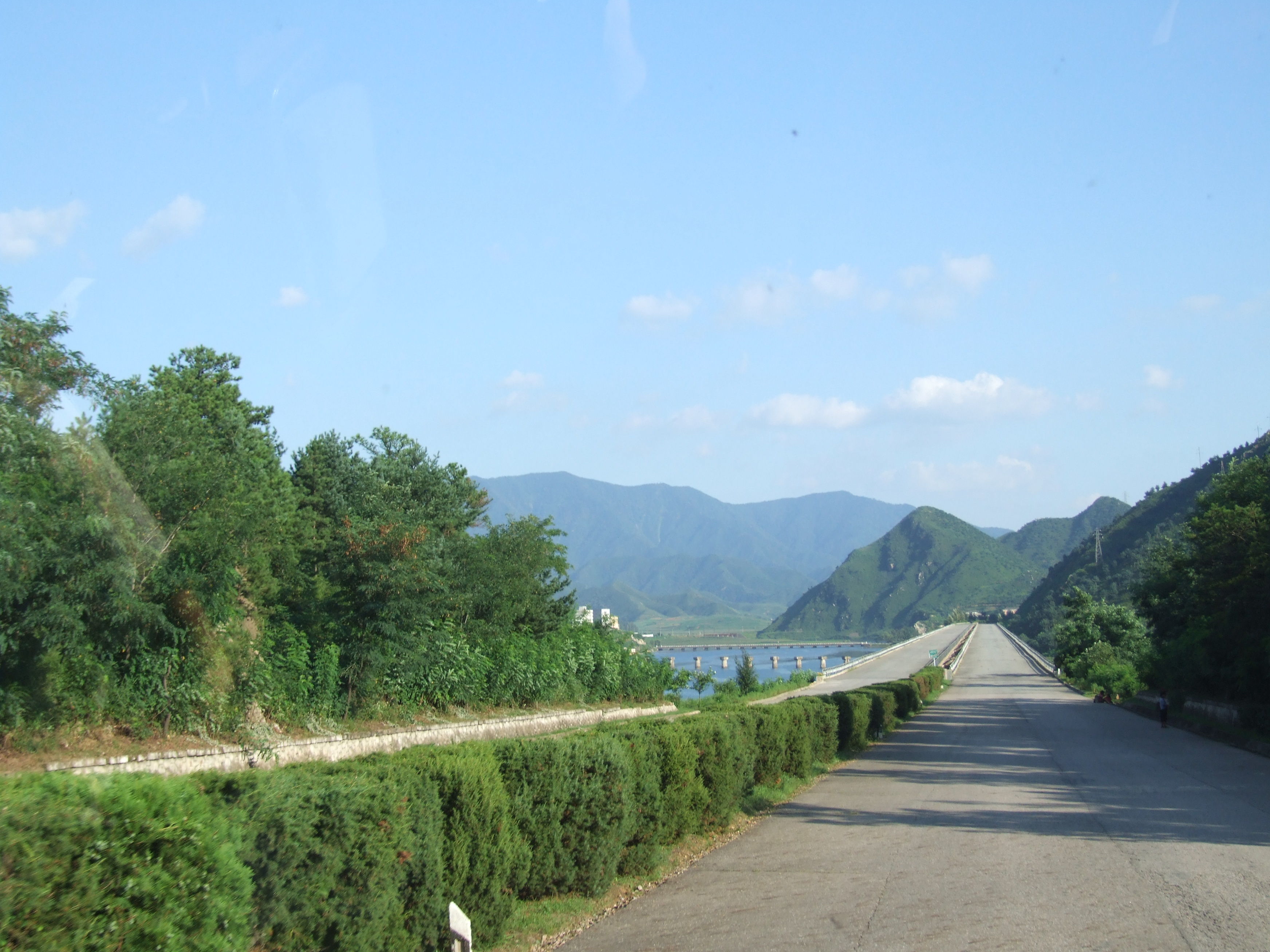
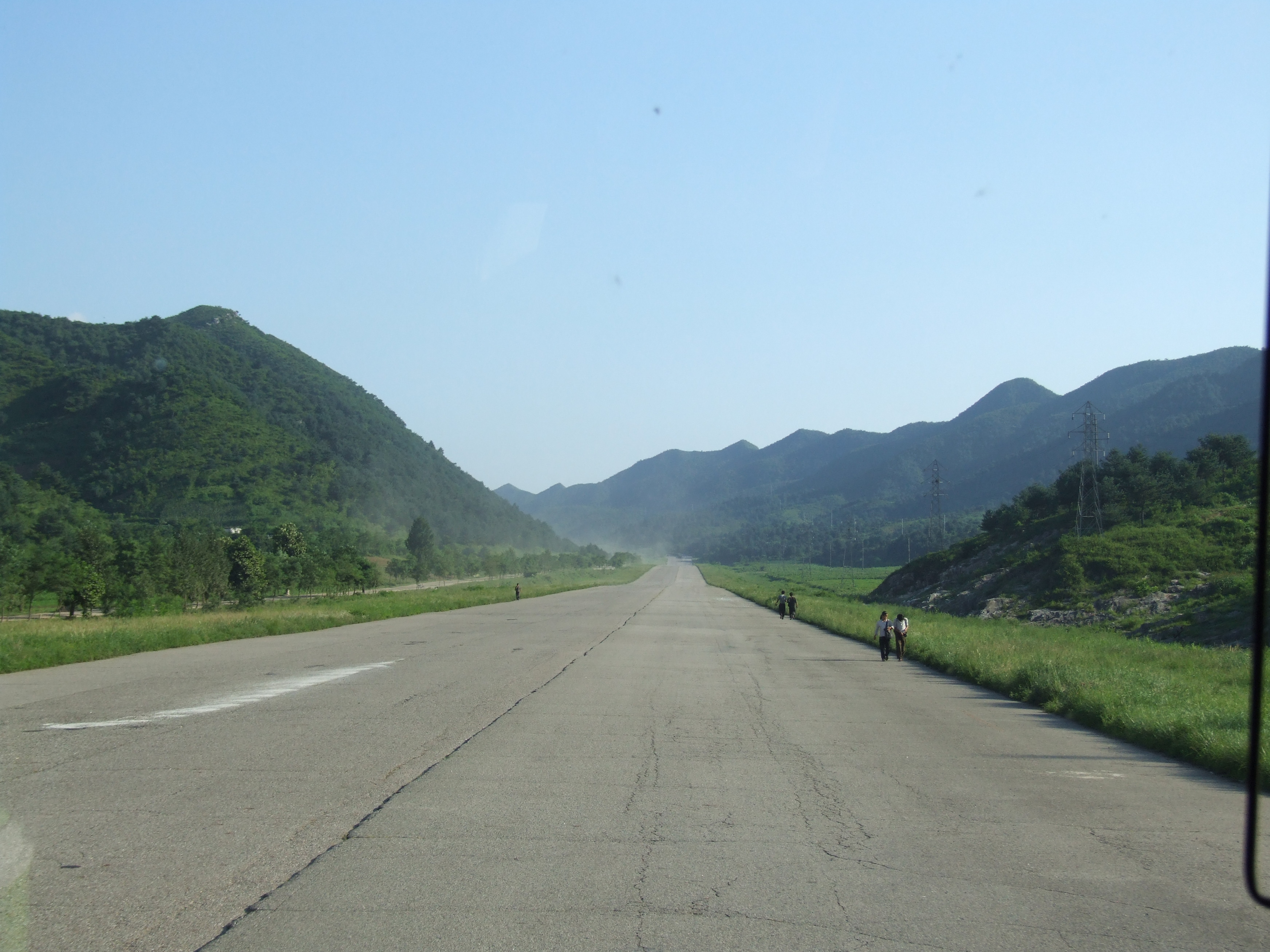
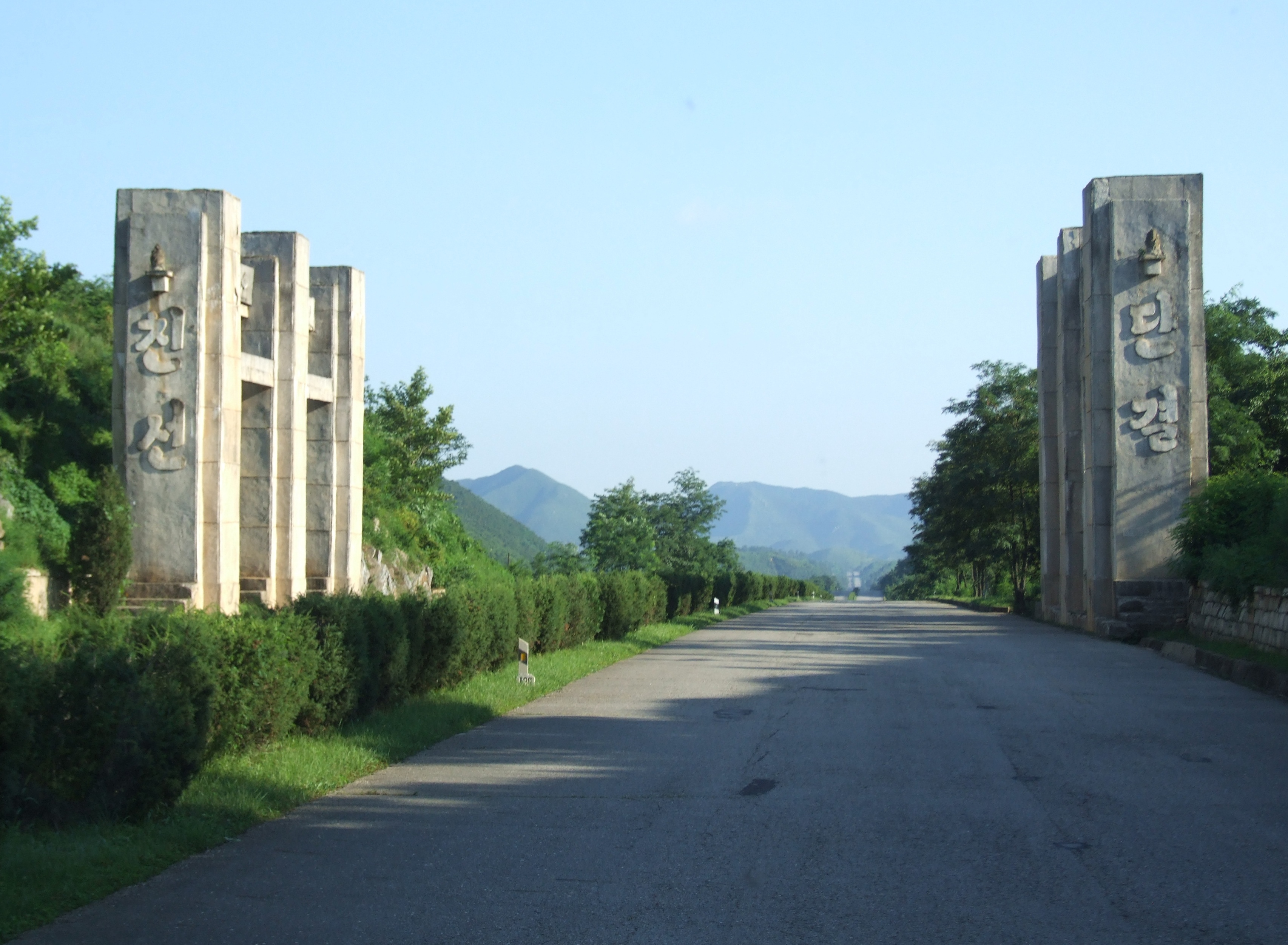
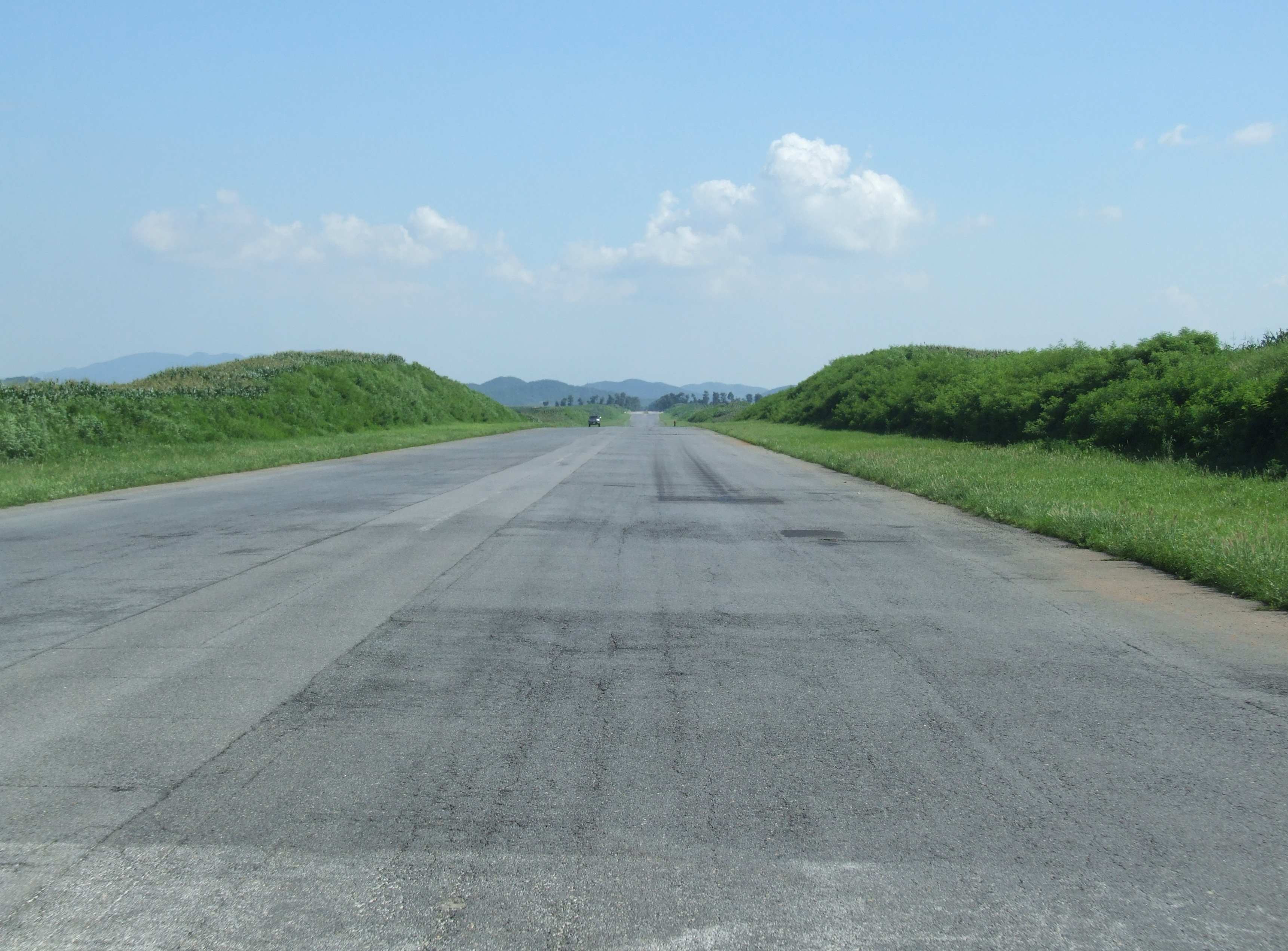
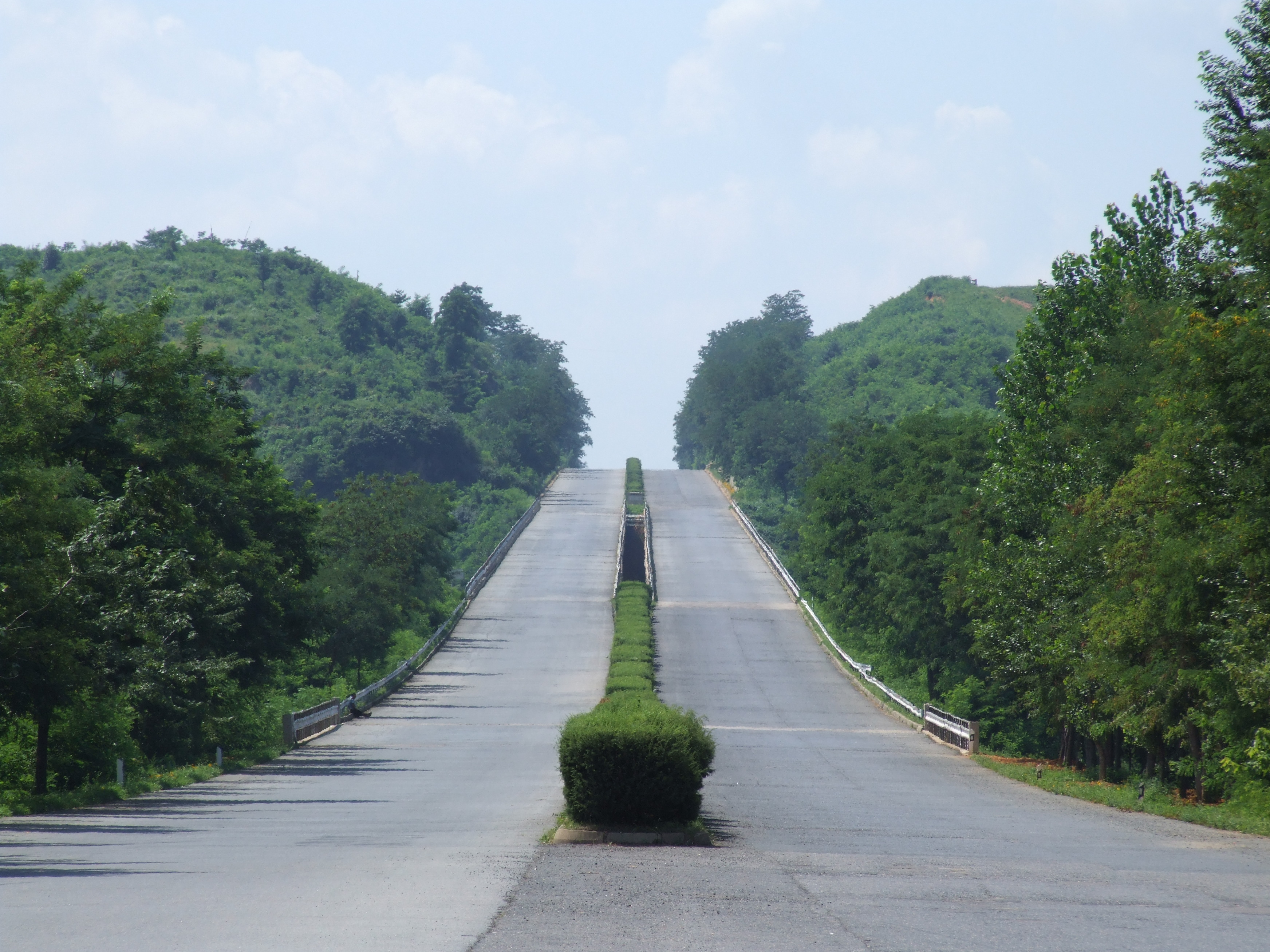